# La Prensa (Curicó)
La Prensa es un periódico chileno, publicado en la ciudad de Curicó, en la Región del Maule. Originalmente de circulación sólo dentro de la ciudad, desde fines de los años noventa su difusión aumentó a toda la región.

## Historia
Fue fundado en 1886, y en su primera época circuló hasta 1890. En 1898, la familia Morán Aliaga retoma la idea y vuelve a poner en circulación el periódico. En un comienzo se dedicaba al avisaje y publicación de recados, pero luego se expandió a otras áreas del periodismo.

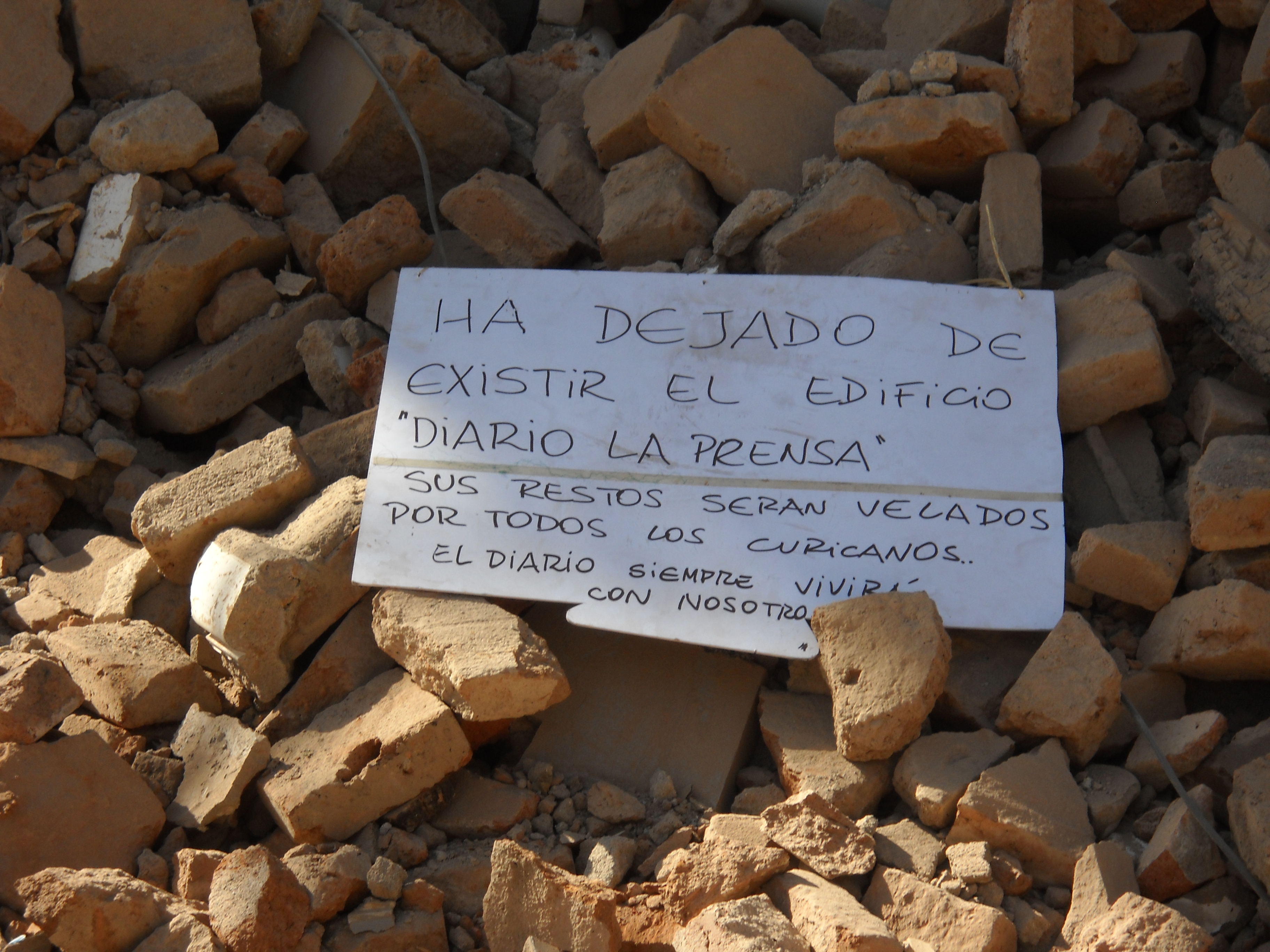
Escombros de la casa matriz del periódico tras el terremoto de 2010.

En 1998 instala una sede en la ciudad de Talca, con el objeto de expandir su cobertura a toda la Región del Maule. El 28 de mayo de 2001 La Prensa comienza a circular oficialmente en las cuatro provincias de la región.
Su casa matriz en Curicó quedó completamente destruida tras el terremoto del 27 de febrero de 2010, debido al derrumbe de una de sus fachadas. La Prensa no circuló durante cinco días, reiniciando sus publicaciones el jueves 4 de marzo con una edición que presentaba en su portada la destrucción que sufrió la casa matriz de la empresa periodística.
Tras el terremoto, las oficinas de La Prensa se encuentran en calle Sargento Aldea 632, a la espera de la reconstrucción de la casa matriz de calle Merced.

## Suplementos
Los días lunes, el diario trae La Prensa Agrícola, donde se informaban las últimas tendencias en lo relativo a la producción agropecuaria de la zona, de Chile y el mundo, además de los últimos adelantos tecnológicos de esta área.
Los días domingo aparece el semanario Domingo en Familia, con reportajes varios y una revista (en inglés: magazine).
Además, aparecen ediciones especiales para fechas importantes del país o la zona, como por ejemplo aniversarios de comunas o de destacados personajes de la región.